# Guy Loriquet
Guy Émile Henri Loriquet, né le 10 août 1922 à Laval (Mayenne) et mort le 22 janvier 2009 à Aizenay (Vendée), est un acteur et réalisateur français.

## Biographie
Guy Loriquet a joué dans trois films et a réalisé des courts métrages documentaires. Il a travaillé dans le doublage au cours des années 1950.

## Filmographie

### Acteur
- 1945 : J'ai dix-sept ans d'André Berthomieu : Ménard
- 1949 : La Bataille du feu de Maurice de Canonge : Roger, un jeune pompier
- 1954 : Poisson d'avril de Gilles Grangier : Léon

### Réalisateur
- 1952 : Douze comédiens sous les tropiques (+ directeur de la photographie)[1]
- 1956 : Sur l'Arroyo (+ directeur de la photographie)
- 1956 : La Rue chinoise